# Уланок
Уланок (рос. Уланок) — село в Суджанському районі Курської області Російської Федерації.
Населення становить 480 осіб. Входить до складу муніципального утворення Уланковська сільрада.

## Історія
Населений пункт розташований на території українського етнічного та культурного краю Східна Слобожанщина.
Від 2004 року входить до складу муніципального утворення Уланковська сільрада.
17 серпня 2024 року село було зайняте українськими військами.  
30 серпня 2024 року російські воїни повернули контроль над селом.

## Населення
| 2002 | 2010 | 2012 | 2013 | 2014 | 2015 | 2016 |
| ---- | ---- | ---- | ---- | ---- | ---- | ---- |
| 616  | ↘502 | ↗507 | ↘502 | ↘499 | ↘489 | ↗498 |
| 2017 | 2018 | 2019 | 2020 | 2021 |      |      |
| ↗516 | ↗537 | ↘536 | ↘499 | ↘480 |      |      |